# Johann Rudolf Lauffer
Johann Rudolf Lauffer (Zofingen, 7 november 1753 - Curaçao, 24 december 1833) was een koopman en bestuurder op Curaçao. Hij kwam oorspronkelijk uit Zwitserland en vestigde zich in 1776 op Curaçao. Hij was gouverneur van het eiland van 1796 tot 1803. Bij zijn overlijden behoorde hij tot de meest vermogende inwoners van het eiland.

## Biografie
Hij werd geboren als zoon van Johann Rudolf Lauffer en Anne Marie Chaillet uit een familie van predikanten, ambachtslieden en gildemeesters. Lauffer was zeer leergierig en bekwaamde zich tijdens zijn schooltijd in de eloquentie, wis- en natuurkunde. Daarnaast bestudeerde hij de Duitse literatuur en filosofie. Na omzwervingen door Europa trad hij in Amsterdam in dienst van de West-Indische Compagnie en vertrok met het schip De Vrouwe Maria Everdina naar Curaçao alwaar hij in 1776 arriveerde. Kort na zijn aankomst trad hij uit Compagniesdienst en vestigde zich definitief op het eiland als koopman. In 1787 werd hij lid van de Nederduits Gereformeerde Kerkeraad en later president van dezelfde Kerkeraad. Op 6 december 1796 werd Lauffer aangenomen als lid van de vrijmetselaarsloge De Vergenoeging.        
Inmiddels lid van de Raad voor Civiele en Crimineele Policie werd hij in 1796 door de burgerij gekozen tot Kapitein der Burgerij. Onder zijn leiding werd de burgerwacht geprofessionaliseerd tot Nationale Garde en het Comité Militair opgericht. Een van de grootste verbeteringen voor de defensie van het eiland die Lauffer liet uitvoeren was de bouw van Fort Republiek (later Fort Nassau genoemd). Op 1 december 1796 werd hij benoemd tot directeur (gouverneur) a.i. van Curaçao en vanaf 18 februari 1799 directeur (gouverneur) van Curaçao en Onderhorigheden.
Gedurende de Engelse periode (1800-1803) was hij civiel-gouverneur naast de militair-gouverneur lord Hugh Seymour. Nadat het bestuur van de kolonie op 13 januari 1803 van de Engelsen werd overgenomen trok Lauffer zich uit het publieke leven terug. Op 14 mei 1804 vertrok hij, vergezeld van zijn bediende Theodorus, via New York (daar woonde zijn neef Johann Heinrich Sutermeister met zijn familie) naar Holland om zich daar ten overstaan van de Bataafse Krijgsraad in Den Haag te verantwoorden. Bij vonnis van 17 november 1805 werd zijn bestuurlijk handelen goedgekeurd. Hierop kreeg hij een paspoort uitgereikt en vertrok de volgende dag naar Zwitserland om zijn familie te Zofingen te bezoeken.
In 1806 keerde hij terug op Curaçao en richtte zich volledig op de internationale effecten- en fondsenhandel. Bij zijn overlijden behoorde hij tot de meest vermogende inwoners van het eiland. Zijn nalatenschap bestond grotendeels uit fondsen bij banken in New York en Amsterdam, obligaties in de Staat der Nederlanden en Rusland, maar ook liet hij zijn onroerend goed en slaven op Scharloo en de plantages Bleinheim, Eenzaamheid en Nooitgedacht alias Heintje Kool na aan zijn vrouw en kinderen. In zijn geboortestad Zofingen bezat Lauffer een huis en nabij Zofingen een landgoed in de Altachen. Lauffer overleed op zijn landhuis Bleinheim te Curaçao op 24 december 1833. De volgende dag is hij op zijn buitenplaats begraven.

## Huwelijken en kinderen
Op 5 februari 1786 huwde hij te Curaçao met Petronella Rojer, geb. Curaçao 1742, dochter van Hermanus Rojer en Sarah Gijsbertha Veeris en weduwe van de kapitein Adriaan Adriaansen. Zij stierf kinderloos en werd te Curaçao begraven op 22 november 1800.
Hij huwde ten tweeden male op Curaçao op 20 oktober 1830 met Hermina Corpus (van Groot) Davelaar, geb. Curaçao 3 juni 1777, eigenares van een huis (nr. 231) te Pietermaai en enig erfgenaam van haar tante Maria Beatrix Gayde van wie zij in 1828 de plantage Vredenberg erfde. De Wed. Lauffer komt voor op de Lijst der Slaveneigenaren in 1863 van Curaçao met 16 slaven, allen in het stadsdistrict, waarvoor zij in verband met de afschaffing van de slavernij een tegemoetkoming van fl. 3000,- ontving. Zij overleed te Curaçao op landhuis Bleinheim op 25 juli 1872. Hermina was een dochter van (vermoedelijk) Adriaan van Groot Davelaar en Maria Pilar Gonzales. 
Kinderen van Johann Rudolf en Hermina waren: Johannes Herman, Rudolph Adriaan, Maria Cornelia, Samuel Lodewijk, Jacob, Hendrik, Arnold Petrus en Willem Tell. Blijkens het burgerboek van de stad Zofingen, bezorgde Lauffer zijn kinderen allen het burgerrecht van die stad.